# Institut central du catalogue unique
L'Institut central du catalogue unique (ICCU, en forme longue : Institut central du catalogue unique des bibliothèques italiennes et des informations bibliographiques) est une agence publique italienne créée en 1975 pour remplacer le Centre national du catalogue unique, qui existait depuis 1951, dans le but de soutenir les activités de toutes les bibliothèques du pays.
En 2013, l'Institut est responsable d'un réseau national de services pour les bibliothèques, le Service bibliothécaire national, abrégé en SBN. Il est supervisé par la Direction générale des bibliothèques, des institutions culturelles et du droit d'auteur qui fait partie du ministère des Biens et Activités culturels et du Tourisme.